# Пруси
Пруси (њем. Pruzzen или Prußen; лат. Pruteni; пољ. Prusowie), понекад Стари Пруси или Балтички Пруси, групни је назив за балтичка племена, која су до средњег вијека живјела између ушћа Висле и Њемена. Познати су од римског доба када су са Римљанима трговали ћилибаром. Тацит их спомиње под именом Aestui, а у изворима из 9. и 10. вијека се наводе под именима Bruzi, Brusi, Pruzzi, Prusai и Prutheni.
Археолошки налази на том подручју сугеришу сродност њихове културе са културом Литванаца и Словена. Живјели су у племенским заједницаma и мањим насељима без чврстих веза. Њихову земљу је у 13. вијеку као феуд добио њемачки Тевтонски витешки ред (крсташи); дио од пољских владара, дио од римско-њемачког цара Фридриха II (1226) под условом Прусе преобрате на хришћанство. Тевтонци су 1230. године почели освајати њихову земљу. Пруси су 1260. дигли устанак те су се све до 1283. одупирали освајачима. На крају су покорени; већина Пруса је тада убијена, остатак присилно покрштен. Земљу су почели колонизовати њемачки досељеници, па су се Пруси асимилирали и изумрли као народ.

## Старопруски језик
Старопруски језик, који се говорио на подручју Источне Пруске, изумро је на крају 17. вијека, те га је у потпуности замијенио њемачки. Сродан је данас постојећем летонском и литванском језику и спада у балтичку породицу индоевропских језика. Познат је из неколико докумената: Елбиншког рјечника, који спомиње 802 ријечи, а који је настао у 14. вијеку, његовог пријеписа из 15. вијека, рјечника који је написао доминиканац Симон Грунау, два превода катехизма из 1545. године и превода Лутеровог Enchiridiona из 1561.

## Религија
Пруска митологија је била политеистичка религија Старих Пруса, аутохтоних народа Пруске, пре пруског крсташког рата који су водили витезови Тевтонског реда.